# ライフ (エレファントカシマシのアルバム)
『ライフ』は、エレファントカシマシの12枚目のオリジナル・アルバム。東芝EMI/FAITHFUL.から2002年5月2日に発売された。

## 概要
前作より2年ぶりのオリジナル・アルバム。ジャケット写真の撮影は紀里谷和明。プロデューサーに小林武史を迎えて制作された。先行シングル3曲を収録。

## 収録曲
全作詞・作曲：宮本浩次（注記を除く）
1. 部屋 (3:02)
  - 編曲：小林武史・宮本浩次
  - ドラムは宮本による演奏。
2. 女神になって (3:57)
  - 編曲：小林武史・エレファントカシマシ
3. 面影 (4:19)
  - 編曲：小林武史・エレファントカシマシ
4. 暑中見舞 -憂鬱な午後- (3:51)
  - 編曲：小林武史・エレファントカシマシ
  - 26thシングル曲。
5. 普通の日々 (4:30)
  - 作詞：宮本浩次・小林武史
  - 編曲：小林武史・エレファントカシマシ
  - 27thシングル曲。
6. かくれんぼ (3:32)
  - 作詞：宮本浩次・小林武史
  - 編曲：小林武史
7. 秋 －さらば遠い夢よ－  (2:55)
  - 編曲：小林武史
8. 真夏の革命 (5:41)
  - 編曲：小林武史・宮本浩次
9. あなたのやさしさをオレは何に例えよう (5:28)
  - 編曲：小林武史
  - 28thシングル曲。
  - シングルとは異なり、アウトロが追加されている。
10. マボロシ (2:46)
  - 編曲：小林武史・宮本浩次